# Faro Punta Delgada (Argentina)
Faro Punta Delgada, es un faro de Argentina, se encuentra en península Valdés provincia del Chubut, a 70 km de Puerto Pirámides.
En sus orígenes el equipo de iluminación era alimentado con petróleo, en la actualidad de la década de 2010, la luz irradiada se produce con energía eléctrica a través de un generador autónomo.

## Véase también

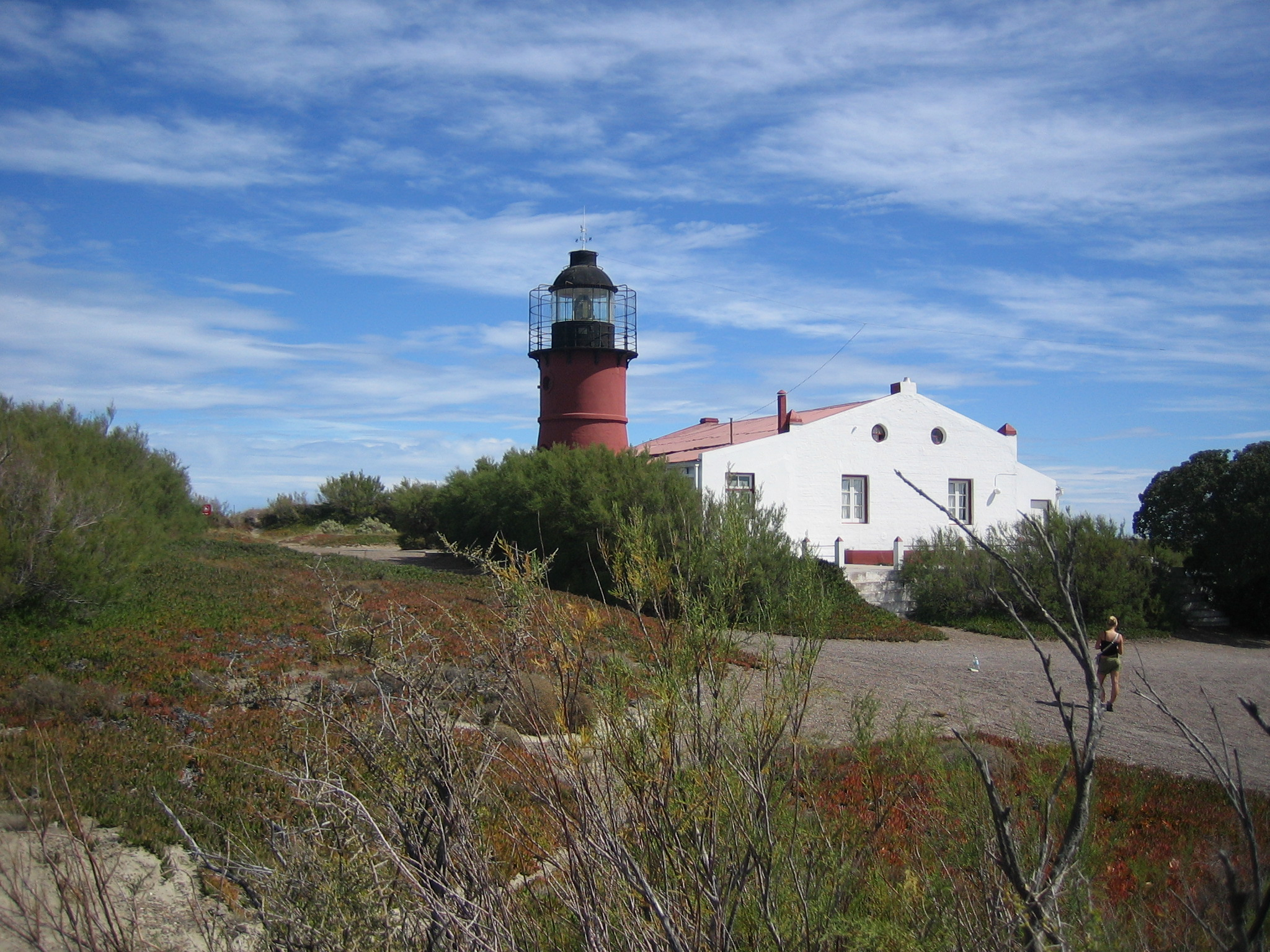
Vista desde el continente del faro Punta Delgada